# Poço de José de Moura
Poço de José de Moura är en kommun i Brasilien.   Den ligger i delstaten Paraíba, i den östra delen av landet, 1 400 km nordost om huvudstaden Brasília. Antalet invånare är 3 978.
Omgivningarna runt Poço de José de Moura är huvudsakligen savann. Runt Poço de José de Moura är det ganska glesbefolkat, med 38 invånare per kvadratkilometer.